# Gabriele Ruiu
Gabriele Ruiu (Rome, 16 mei 2000) is een Italiaans motorcoureur.

## Carrière
Ruiu debuteerde in 2015 in de Supersport-klasse van het Italiaans kampioenschap wegrace op een Yamaha. Hij behaalde zijn beste resultaat met een dertiende plaats op het Misano World Circuit Marco Simoncelli en eindigde met 5 punten op plaats 31 in het klassement. In 2017 reed hij op een Suzuki vier races in het Italiaans kampioenschap superbike, waarin een tiende plaats op Misano zijn beste klassering was. Met 6 punten werd hij 25e in de eindstand. Dat jaar debuteerde hij ook in de FIM Superstock 1000 Cup in drie races als vervangende coureur op een Yamaha, waarin een zeventiende plaats op het Circuito Permanente de Jerez zijn beste resultaat was.
In 2018 kwam Ruiu uit in het gehele seizoen van de FIM Superstock 1000 Cup op een Kawasaki. Dat jaar was een zevende plaats op het TT-Circuit Assen zijn beste resultaat. Met 48 punten werd hij achtste in het kampioenschap. Aan het eind van dat jaar debuteerde hij in het wereldkampioenschap superbike op een Kawasaki als vervanger van Jérémy Guarnoni tijdens de races in San Juan en Losail. Twee veertiende plaatsen op San Juan waren zijn beste resultaten en hij werd met 5 punten 25e in de eindstand.
In 2019 begon Ruiu het seizoen in het wereldkampioenschap Supersport op een Honda, maar werd na een race al vervangen door Christian Stange. Later dat jaar reed hij nog drie races in deze klasse op een Honda en op een Yamaha, waarin hij met een twaalfde plaats in Portimão vier punten scoorde. Hierdoor eindigde hij op plaats 31 in het klassement. Tevens debuteerde hij dat jaar in de Moto2-klasse van het wereldkampioenschap wegrace tijdens de Grand Prix van de Amerika's op een MV Agusta als vervanger van Stefano Manzi, waarin hij op plaats 21 eindigde. Later dat jaar kwam hij opnieuw in actie tijdens de Grand Prix van Aragón op een Kalex als vervanger van Mattia Pasini en eindigde ditmaal op plaats 28.
In 2020 keerde Ruiu terug naar het Italiaans kampioenschap wegrace, waarin hij deelnam aan de eerste seizoenshelft van de superbike-klasse op een BMW. Een achtste plaats op Misano was zijn beste resultaat en hij werd met 8 punten zeventiende in de eindstand. In 2021 reed hij het volledige seizoen op een BMW en behaalde hij op het Autodromo Vallelunga zijn eerste podiumplaats in de klasse. Met 89 punten werd hij negende in het kampioenschap. Daarnaast keerde hij dat jaar terug in het WK superbike, waarin hij op een BMW deelnam aan het weekend op Portimão als wildcardcoureur. Een vijftiende plaats in de tweede race was zijn beste klassering, waardoor hij geen punten wist te scoren.